# Hypobathrum salicinum
Hypobathrum salicinum là một loài thực vật có hoa trong họ Thiến thảo. Loài này được (Miq.) Bakh.f. mô tả khoa học đầu tiên năm 1981.